# Ponthieva pubescens
Ponthieva pubescens là một loài thực vật có hoa trong họ Lan. Loài này được (C.Presl) C.Schweinf. miêu tả khoa học đầu tiên năm 1970.